# بورتال (لعبة فيديو)
 بورتال  (بالإنجليزية: Portal)‏ أو البوابة وهي لعبة من نوع ألغاز ومنصات من منظور الشخص الأول. تم إصدار اللعبة ضمن حزمة تدعى أورانج بوكس على مايكروسوفت ويندوز وإكس بوكس 360 في 9 أكتوبر 2009 وعلى بلاي ستيشن 3 في 11 سبتمبر 2007. ونسخة ويندوز متوفرة للتحميل بشكل منفصل على نظام فالف للتسليم والمسمى ستيم، بينما تم إصدارها في المتاجر كلعبة منفصلة في متاجر التجزئة في 9 أبريل 2008. بينما أصدرت نسخة منفصلة بعنوان Portal: Still Alive على خدمة إكس بوكس لايف أركيد في 22 أكتوبر 2008؛ وهذه النسخة بها 14 لغزا إضافيا. وأصدرت نسخة أو إس إكس كجزء من منصة ستيم المجهزة على ماك في 12 مايو 2010. بينما أصدرت نسخة بيتا على لينكس في 2 مايو 2013 وأصدرت النسخة الرئيسية في 24 يونيو 2013. بينما أصدرت نسخة أندرويد لصالح نفيديا شيلد في 12 مايو 2014.

لقطة من داخل اللعبة

تعتمد اللعبة على مجموعة من الألغاز التي يتم حلها عن طريق التنقل بين الأجسام باستخدام بوابات للانتقال بين الأجسام المصمتة. بطلة اللعبة هي امرأة تدعى تشيل تعمل في مركز لأبحاث "علوم الفتحات"، وتخوض سلسلة من الألغاز التي تقوم بحلها عن طريق مسدس بوابات، وتساعدها وحدة ذكاء اصطناعي تدعى غلادوس والتي تعدها بمنحها كعكة عندما تنتهي من الألغاز. تتميز اللعبة بفيزياء فريدة تسمح بالمحافظة على الزخم عبر البوابات، وتتطلب استخداما خلاقا للبوابات لتجاوز العقبات. تم استلهام عناصر اللعب من ألعاب بنفس الفكرة مثل نارباكيولار دروب؛ حيث أن العديد من أعضاء مؤسسة ديجيبين التكنولوجية الذين عملوا على لعبة نارباكيولار دروب، عملوا أيضا لدى لعبة بورتال.
تلقت لعبة بورتال الثناء عام 2007 بوصفها تحمل فكرة مبتكرة، رغم أنها اعتبرت قصيرة. كما تلقت الثناء على أسلوب اللعب والكوميديا السوداء في القصة. كما تلقت شخصية غلادوس الثناء أيضا (وأدت صوتها إلين ماكلاين في النسخة الإنكليزية) وكذلك أغنية النهاية Still Alive من تأليف جوناثان كولتون. تم بيع أربعة ملايين نسخة من اللعبة منذ إطلاقها، دون احتساب المبيعات عبر ستيم. تم إطلاق تتمة عام 2011 بعنوان بورتال 2، وأضيفت بها أساليب لعب جديدة ونمط جماعي تعاوني.

## روابط خارجية
- بورتال على موقع IMDb (الإنجليزية)